# Giovanni Antonio Pilacorte
Giovanni Antonio Pilacorte (Carona, 1455 ca. – Pordenone, dopo il 21 novembre 1531) è stato uno scultore italiano di origine ticinese.

## Biografia
Nacque infatti a Carona, sul lago di Lugano, intorno al 1455. Il suo cognome effettivo era Bassini (o Di o De Bassini). "Pilacorte", come per altri scalpellini originari della sua zona natale, era in realtà uno pseudonimo, che Giovanni Antonio adottò come sua denominazione professionale, scolpendolo a firma di molte sue opere.
Si trasferì presto a Spilimbergo, nel Friuli occidentale, dove stabilì la sua bottega e dove abitò con la moglie Perina ed i figli Alvise (o Aloisio) ed Anna, che in seguito avrebbe sposato Donato Casella, anch'egli lapicida. Molto probabilmente Alvise morì prima del padre, alla cui bottega collaborò cofirmando anche alcune opere. Dell'esistenza di Alvise se ne è avuta conferma proprio dalla firma scolpita su un frammento d'altare della chiesa di San Giacomo di Clauzetto, rilevata ed identificata in seguito ad uno studio del 2016. Nell'ultimo periodo della propria vita il Pilacorte si spostò a Pordenone, a casa del genero.
Dalla sua bottega uscirono un'abbondante quantità di opere, gran parte delle quali si trovano in diverse chiese del Friuli e dei paesi limitrofi: Spilimbergo e frazioni di Gaio e Gradisca, Pordenone (Duomo) e nella frazione di Villanova, Cordenons, Sequals, Valeriano, Castelnovo del Friuli, Clauzetto, Travesio, Vito d'Asio, Fanna, Cimpello di Fiume Veneto, San Giorgio della Richinvelda e nella frazione di Provesano, Casarsa della Delizia, San Vito al Tagliamento, Camino al Tagliamento e nelle chiese delle ville vicine (Pieve di Rosa e Villa di Rosa), Varmo, Rivignano, Fagagna, Sedegliano e nelle sue frazioni di Coderno, Gradisca, Grions, Redenzicco, San Lorenzo e Turrida, Beano e Goricizza (frazioni di Codroipo), Ragogna, Rive d'Arcano, Flaibano, Sant'Andrât del Cormôr (frazione di Talmassons), Sclaunicco, Ialmicco, Martignacco, San Pietro al Natisone, Lignano Sabbiadoro (chiesa di Santa Maria del Mare).
Sue sculture si trovano anche a Portogruaro e nella cattedrale di Acqui Terme, in particolare in quest'ultima si occupò su commissione del vescovo Tommaso de Regibus del portale di ingresso. Sono presenti elementi realizzati dal Pilacorte anche a Tolmezzo e nella pieve di Santa Maria Oltre But, fra le frazioni di Casanova e Caneva.
Uno dei suoi segni distintivi sono i cherubini alati, scolpiti un po' dappertutto, spesso con strane e simpatiche espressioni (assorta, stupita, assonnata, stralunata). Molti dei lavori riportano espressamente la sua firma ed altri riferimenti (data di produzione - committente - motivazioni dell'opera).
L'operosità della sua bottega spilimberghese, da cui poteva agevolmente accedere alle vicine cave di pietra pedemontane (in particolare quelle di Meduno e Travesio) per acquisire la materia prima, costituisce quindi un importante riferimento storico per diversi paesi, gran parte dei quali raccolti lungo le sponde del medio Tagliamento.
Meno significativa la sua opera da un punto di vista strettamente artistico, tanto che quasi tutti gli studiosi lo definiscono come valente "lapicida" o "artigiano", raramente come "scultore".
Fra i suoi lavori più riusciti vengono citati la cappella del Carmine del duomo di Spilimbergo, il portale della chiesa di Gradisca di Sedegliano, l'altare della pieve di S. Martino d'Asio, ubicata fra Clauzetto e Vito d'Asio, l'acquasantiera della chiesa di Beano e il fonte battesimale della chiesa di Santa Maria Maggiore di Meduno.
Fece testamento il 21 novembre 1531, lasciando beni e bottega a favore di Anna, sua unica figlia al tempo vivente(e moglie dello scultore Donato Casella). Presumibilmente morì poco dopo a Pordenone.

## Galleria d'immagini

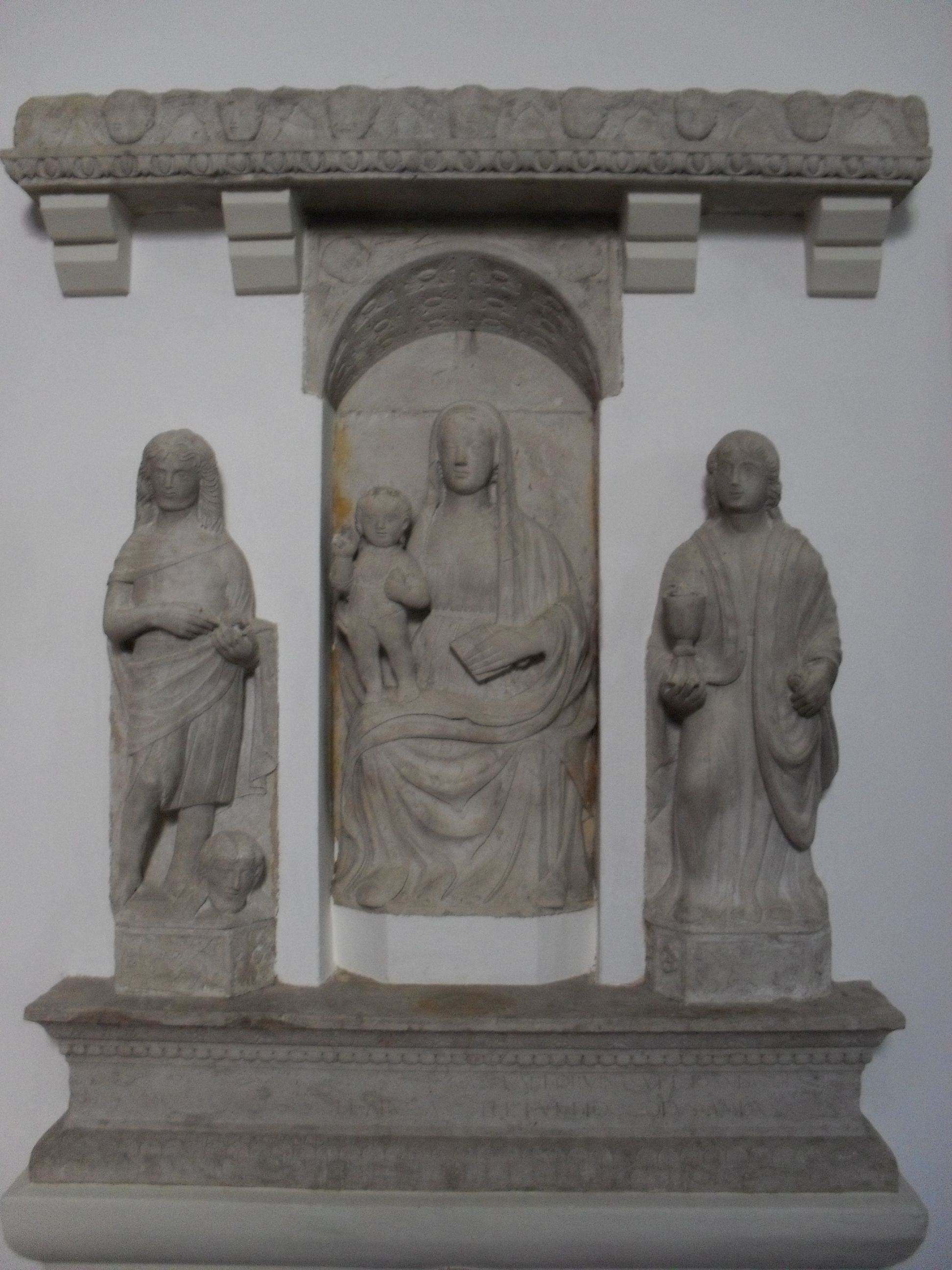
Chiesa di Rosa (San Vito al Tagliamento) - Trittico (San Giovanni Battista, Madonna con Bambino, San Giovanni Evangelista)
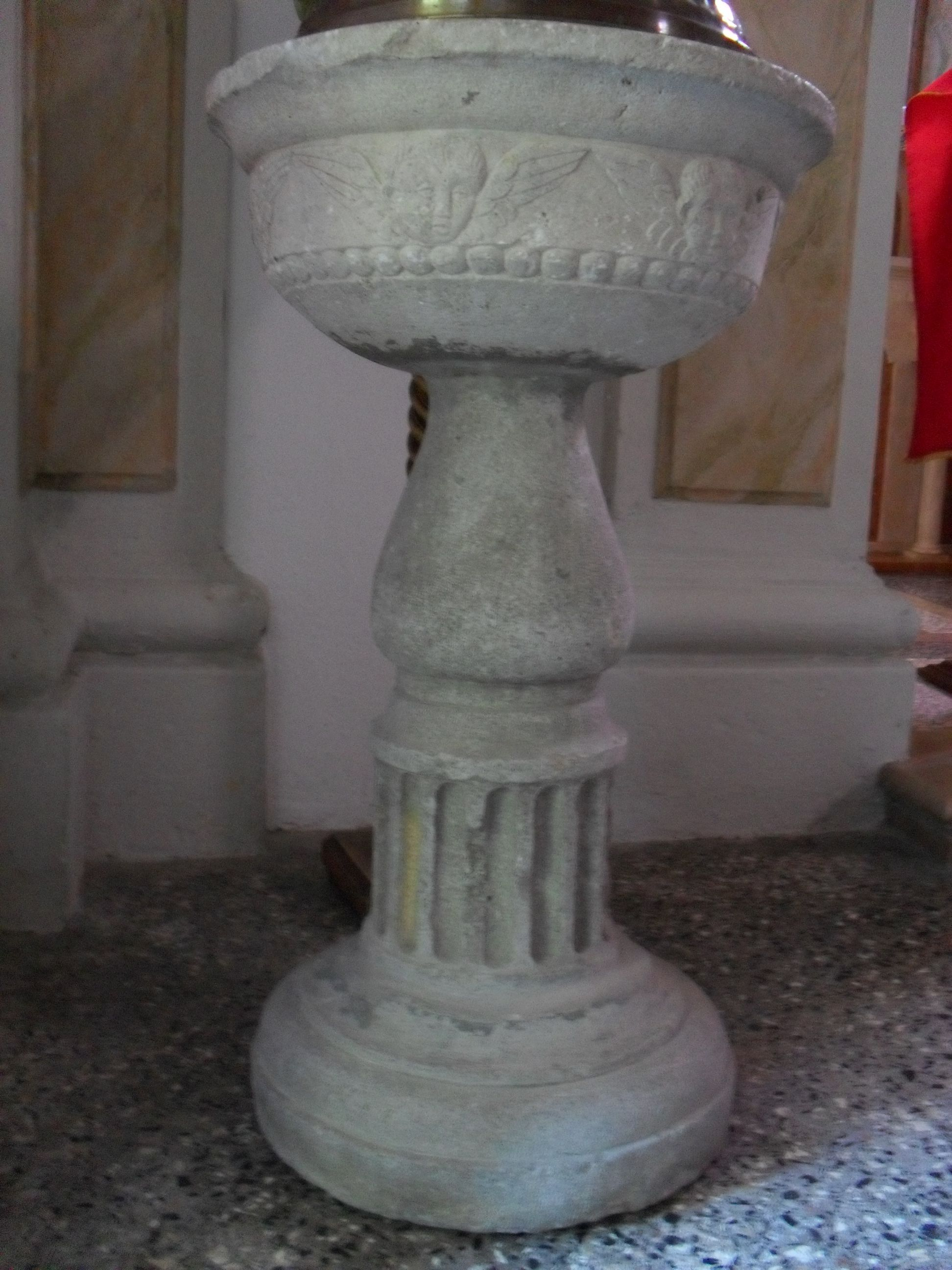
Chiesa di Rosa (San Vito al Tagliamento) - Coppa fonte battesimale
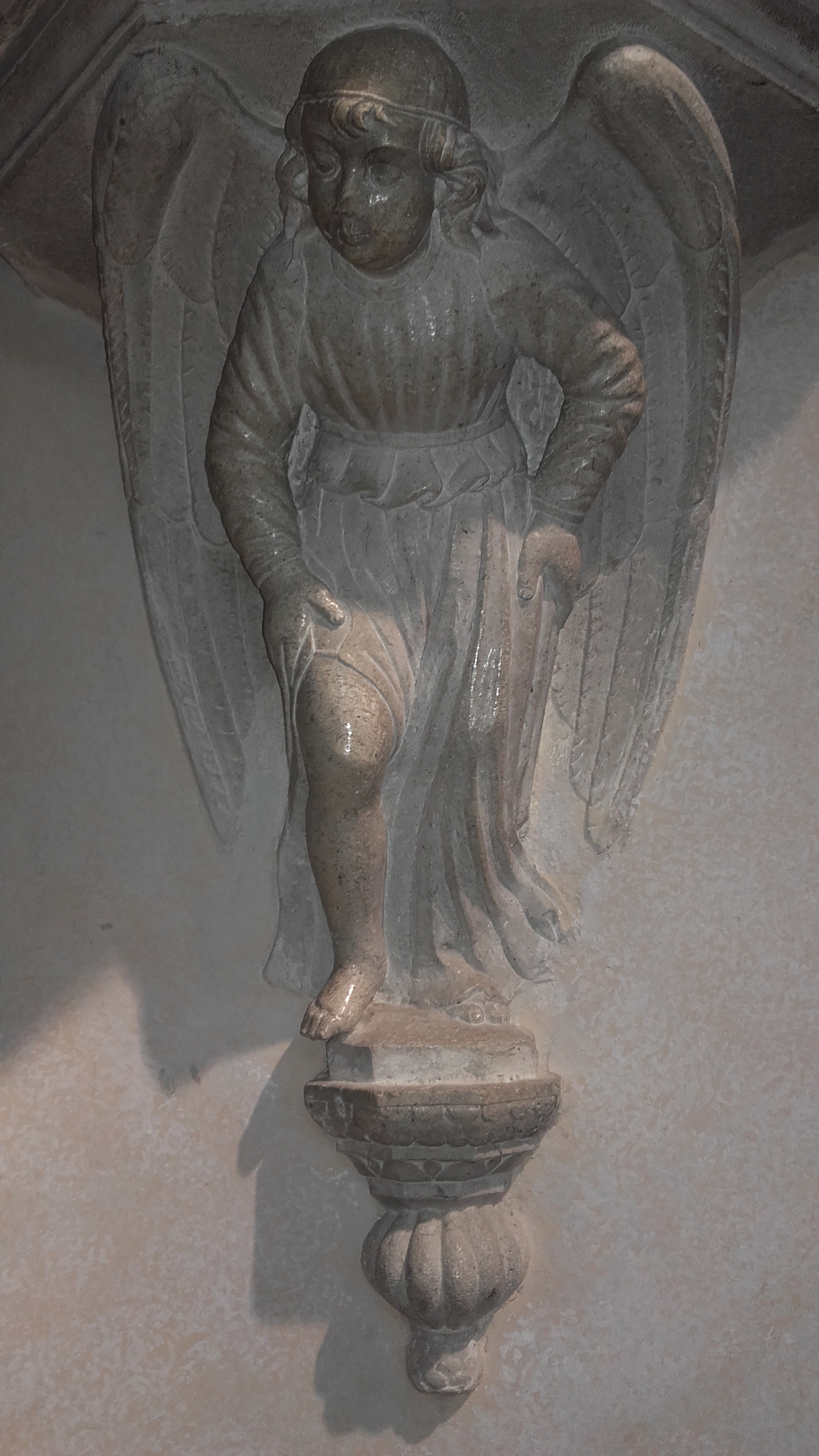
Duomo di Spilimbergo - Particolare base ambone sinistro
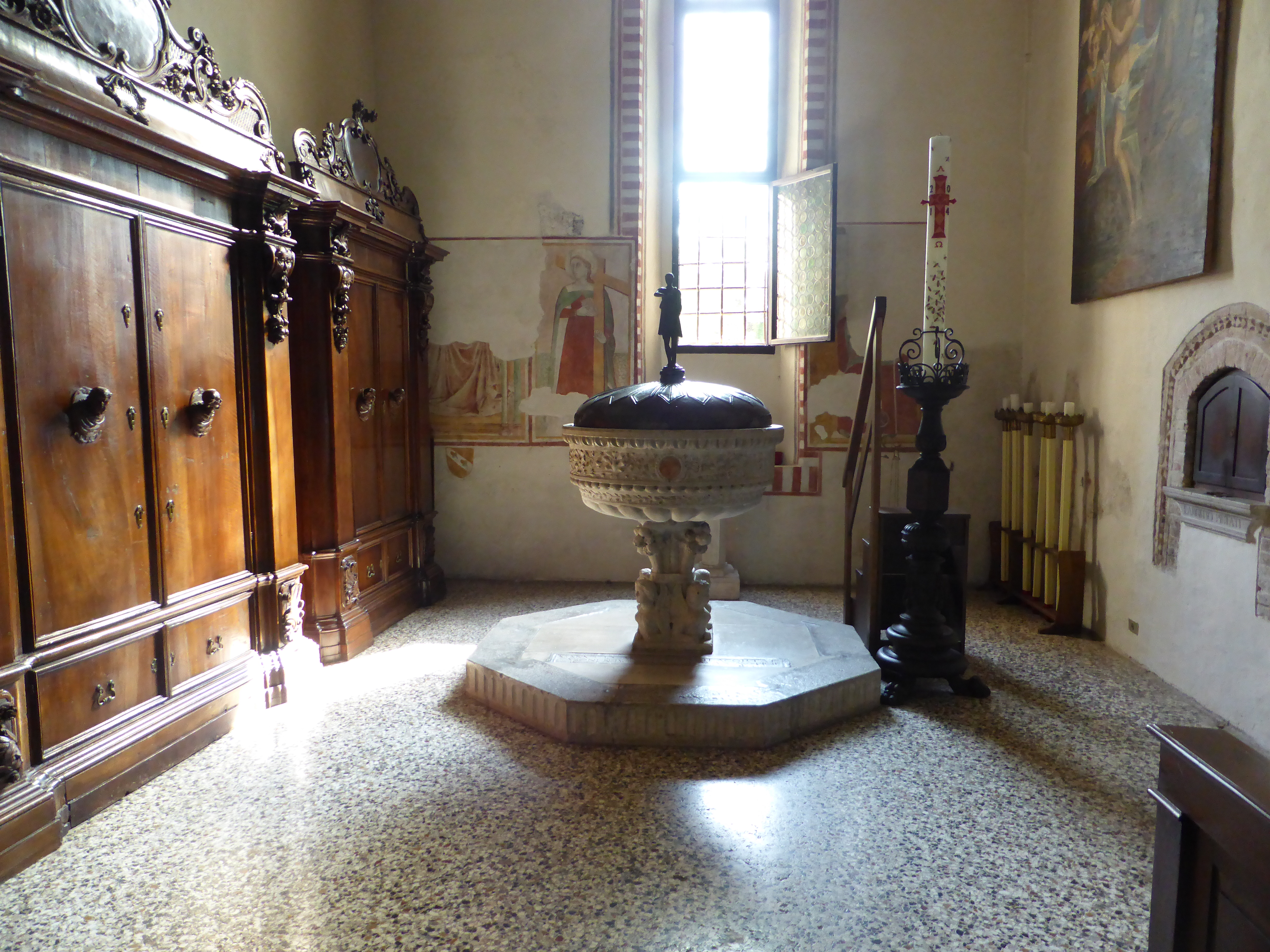
Duomo di Spilimbergo - Battistero
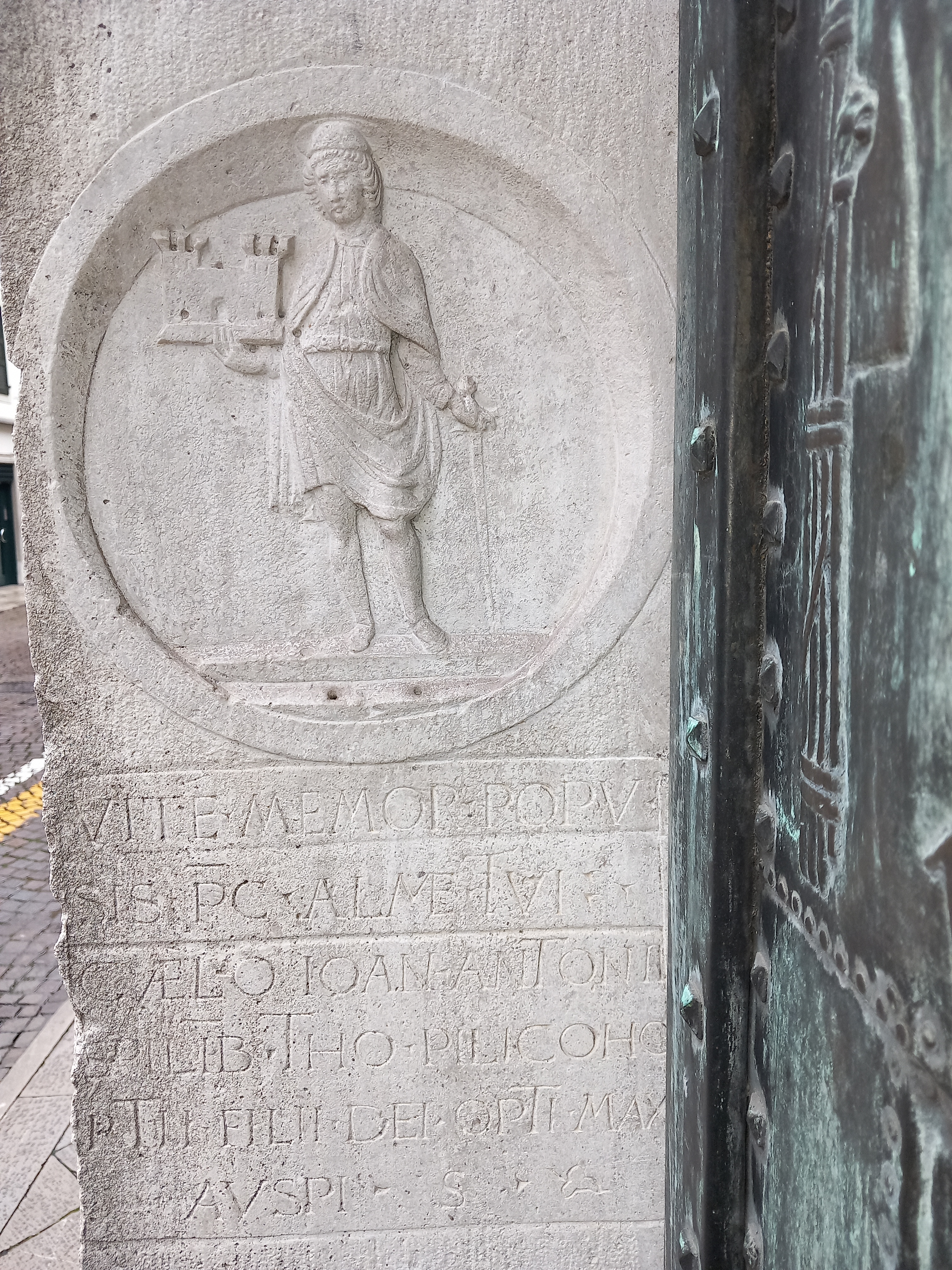
Chiesa di Santa Maria dei Battuti (San Vito al Tagliamento) - particolare del portale con il protettore San Vito che regge la città
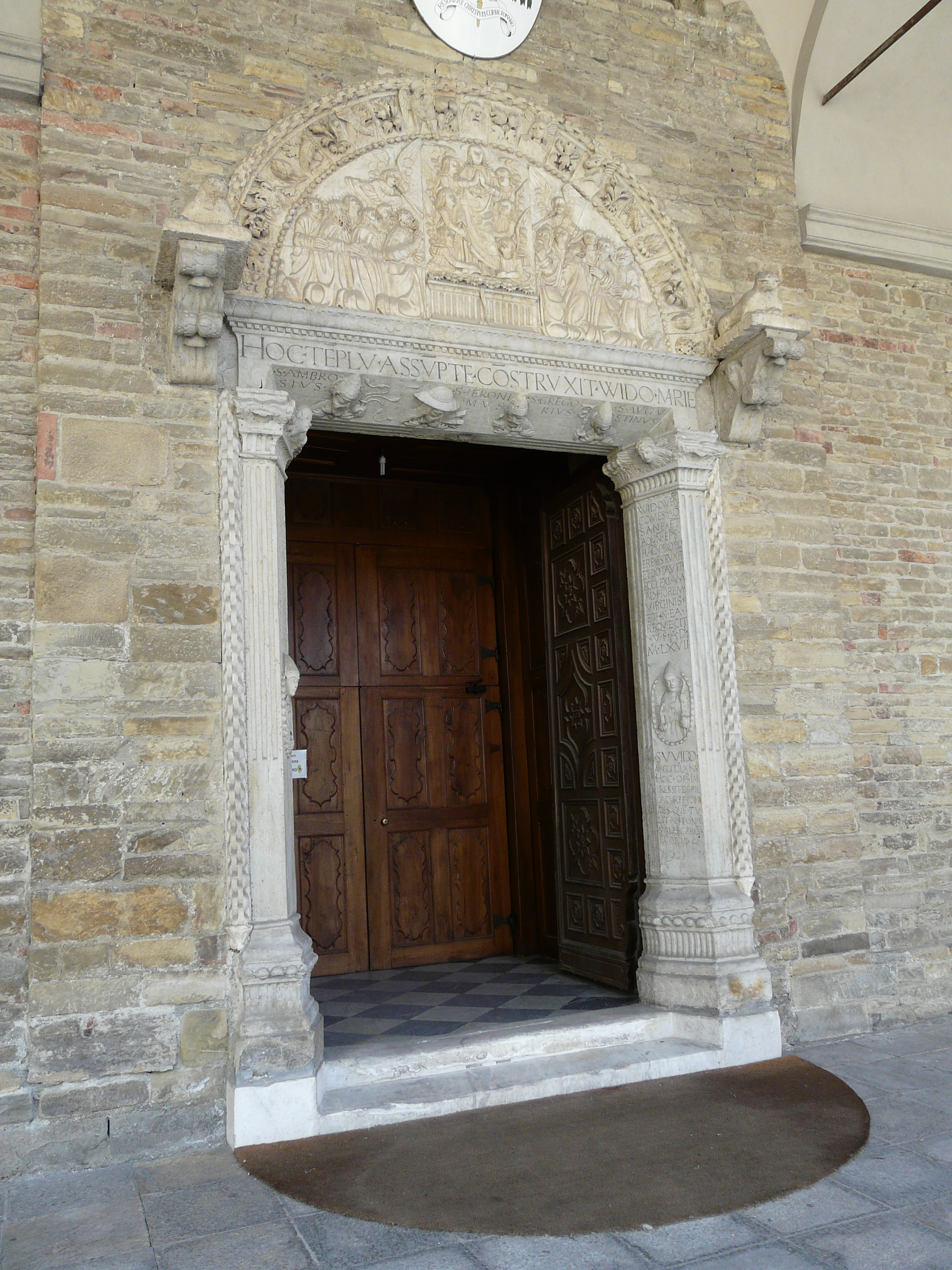
Il portale della cattedrale di Acqui Terme